# История судоходства на Енисее

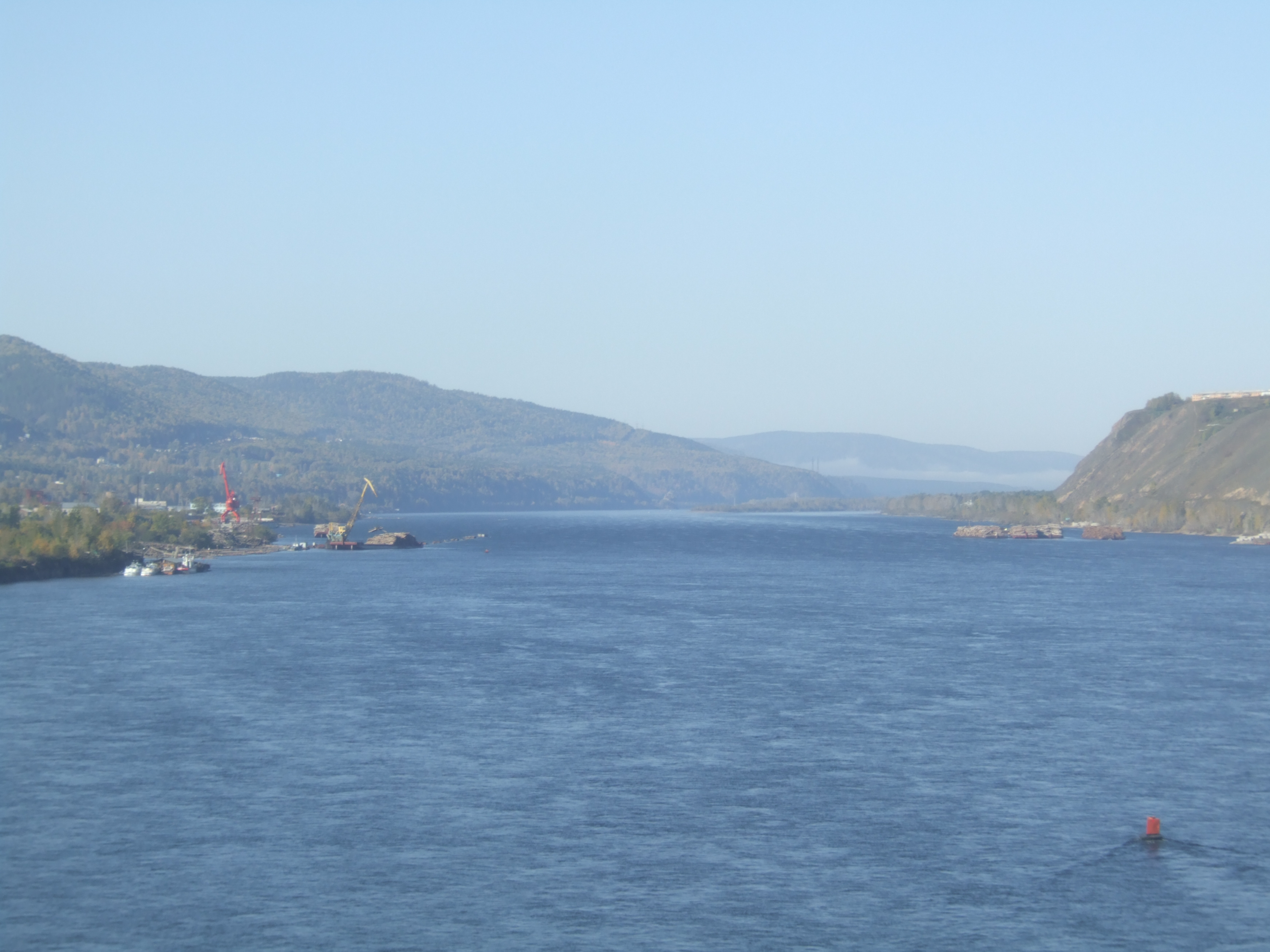
Енисей в черте Красноярска

До середины XVIII века водный транспорт был основным средством перевозки товаров в Сибири. После строительства Сибирского тракта большая часть грузоперевозок стала осуществляться гужевым транспортом. Так, к началу XIX века водным транспортом перевозится всего 10 % — 30 % китайских товаров, приобретённых в Кяхте.

## XVI век
В конце XVI века в Енисей заходят баркасы и боты поморов через моря Северного Ледовитого океана. Об этом свидетельствуют результаты раскопок, произведённых сотрудниками Красноярского краеведческого музея в 1920 — 1921 годах.

## XVII век
В 1607 году мангазейские казаки по реке Турухан вышли в Енисей, и основали одно из первых поселений на Енисее — Туруханск.
В 1619 году тобольские казаки основали Енисейск.
Летом 1628 года воевода Андрей Дубенский на 13 дощаниках и 3 стругах, построенных в Енисейске, отправляется вверх по течению Енисея. Три недели караван шел до Казачинского порога, и ещё три до места основания Красноярского острога.
В в 1630 году на реке Илим (приток Ангары) был основан Илимский острог. Вблизи Илимского острога находился Ленский волок. В Илимске проходил крупный торг. Был построен гостиный двор, таможня, постоялые дворы, амбары. Основные товары: хлеб, пушнина, лес. Плавание от Енисейска до Илимска продолжалось около 60 дней из-за большого количества порогов. В Илимске товары перегружали на подводы, и по Ленскому волоку за один день перевозили до реки Мука. По реке Мука доплывали до реки Купа, и далее до Лены. По берегам Муки и Купы стояли селения, жители которых занимались строительством речных судов.
В 1675 году южнее Красноярска был поставлен Караульный острог.

## XVIII век

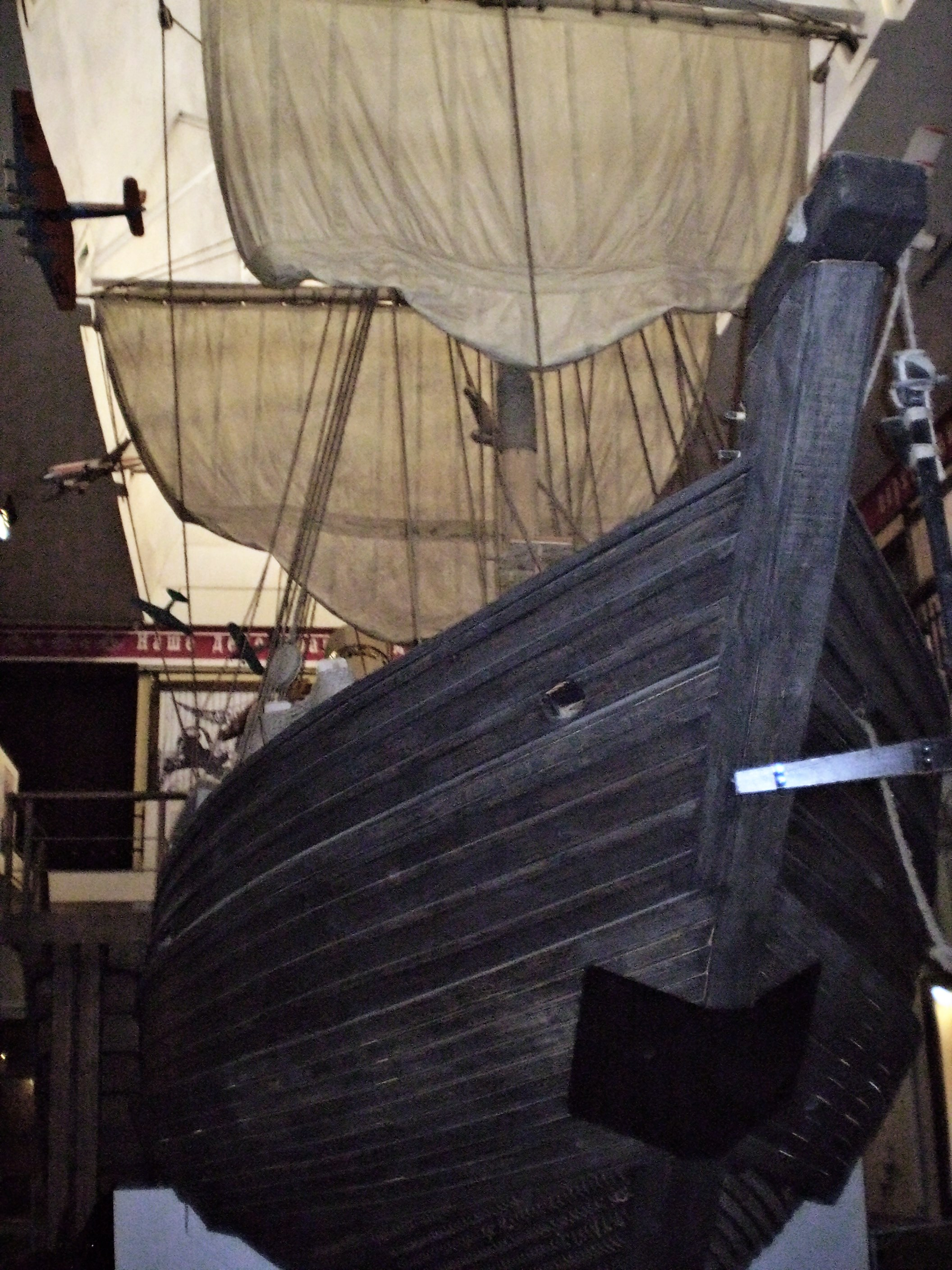
Коч XVII века. Копия. Красноярский краеведческий музей.

В начале XVIII века енисейские посадские закупали в Мангазее рыбу, икру, рыбий жир. Далее они продавались в остроги.
В 1707 году поставлен Абаканский острог, а в 1718 году — Саянский острог.
В 1725 году по указу Петра I из Санкт-Петербурга по Московскому тракту в Енисейск прибыл Витус Беринг. По Ангаре он поднялся до устья Илима, где были построены барки, и в 1726 году волоком прошел на Лену, а затем — в Карское море.
Барки и другие суда для сплава строятся в специальных местах — плотбищах. Владельцы судов уплачивали налог — «топорные деньги». Плотбища находятся в сёлах и деревнях: Ладейки, Подпорожное, Стрелковская, Казачий луг, усть-Тунгуская. В XVIII веке судостроение начинается в Абаканском остроге, деревне Подтёсово. В XX веке село Ладейки попало в черту Красноярска — ныне там находится улица 2-я Краснофлотская.
Енисейские купцы широко использовали хлеб для торговых операций с поставщиками пушнины. Например, в 1765 году 13 енисейских купцов поставляли хлеб в Енисейск и Мангазею. Грузоподъёмность барок с хлебом составляла от 100 пудов до 1500 пудов.
Енисейская ярмарка была главным центром пушной торговли в Сибири в XVIII веке. Енисейск располагался между водными путями Западной и Восточной Сибири. Ярмарка проводилась ежегодно с 1 по 15 августа. Западносибирские купцы привозили на ярмарку мануфактурные и галантерейные товары, виноградное вино и т. д. Восточносибирские купцы привозили на продажу кяхтинские товары. Иркутские купцы-судовладельцы товары из Кяхты доставляли по Селенге и Байкалу до Иркутска, и далее — по Ангаре и Енисею до Енисейска.
На ярмарке в больших количествах скупалась пушнина для обмена в Кяхте. В 1730-е годы в Енисейск из Тобольска во время навигации приходило 20-25 купеческих судов грузоподъемностью в 2000 пудов, а из Иркутска до 30 судов меньшей грузоподъемностью. На Енисейскую ярмарку пушнина также поступала с Туруханской ярмарки, где ярмарка проводилась в начале июля. В 1785 году томский купец И. Раев купил на Енисейской ярмарке пушнины на 15 тысяч рублей.
В 1760-е годы 10 — 15 енисейских купцов плавали в Мангазею на своих судах грузоподъемностью от 100 до 1500 пудов для покупки мехов и рыбы. В 1760-е годы плавание вверх по Ангаре практически прекращается из-за быстрого течения и большого количества порогов.
В 1775 году енисейский купец Лобанов построил в Енисейске два морских судна и отправил их к Архангельску. Большая часть команды погибла в плавании от цинги.
С середины XVIII века до 1850 года через Енисейск поставляется свинец с Нерчинских рудников на алтайские заводы. Всего с 1747 года по 1850 год с Нерчинских заводов на Алтай было доставлено более 1,6 млн пудов свинца.

## XIX век

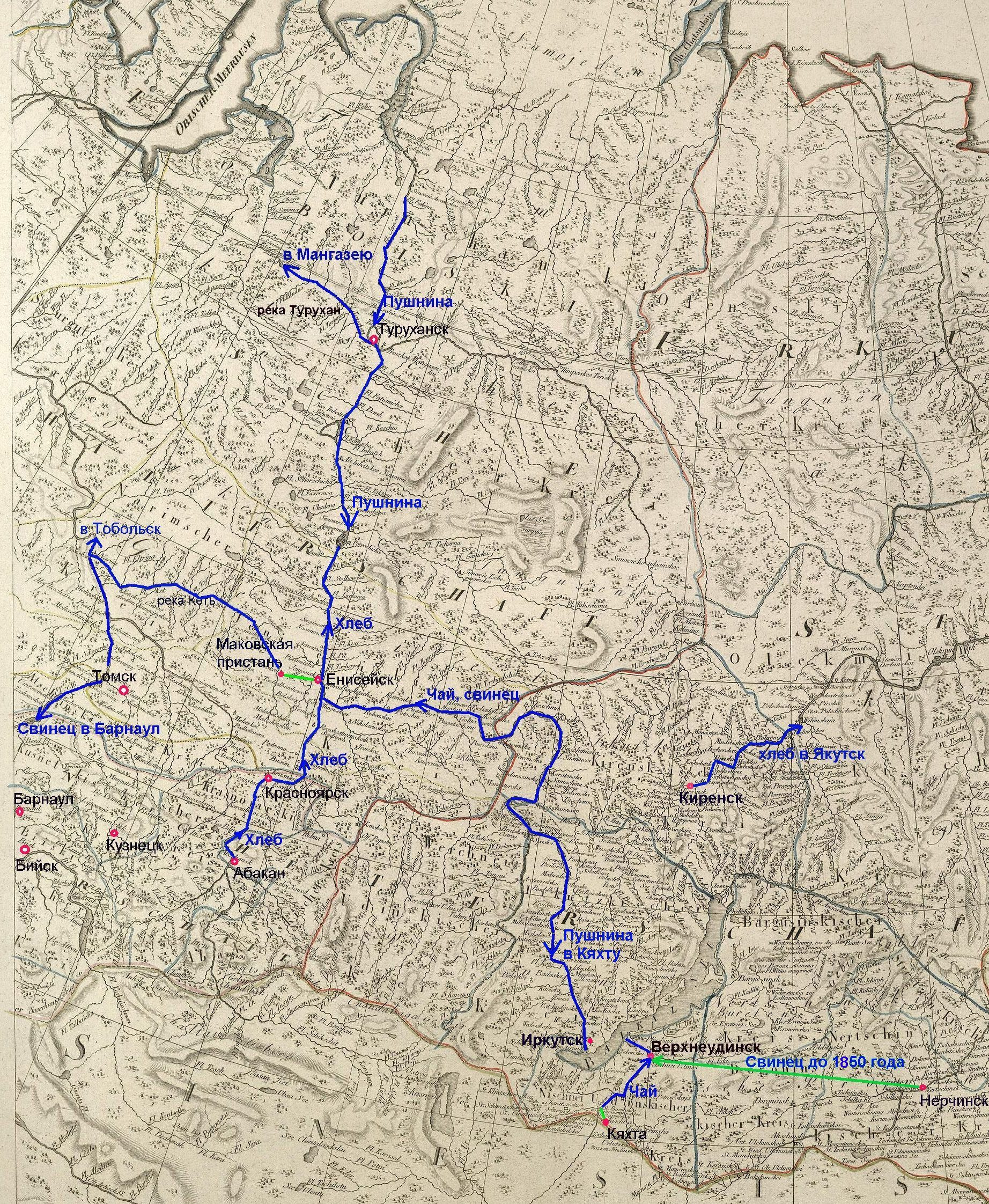
Схема судоходства в Сибири в XVII—XIX веках. По германской карте 1792 года.

В начале XIX века, в связи с упадком Енисейска, как торгового центра, кроме енисейских купцов поставками хлеба по Енисею начинает заниматься красноярское купечество (Кузнецов И. К., И. Попов, М. Коростелев). Ежегодно в первой половине XIX века по Енисею сплавлялось в Туруханский край 30 — 50 тысяч пудов хлеба. Летом 1820 года частными торговцами было доставлено в Енисейск 120 тысяч пудов хлеба.
В 1820-е годы енисейские купцы ежегодно отправляли на ловлю и покупку рыбы в Туруханском крае до 10 судов. На снаряжение каждого судна тратилось до 1500 рублей. В Туруханский край купцы поставляли хлеб и другие товары, обратным рейсом везли рыбу и пушнину.
Значительно выросли поставки хлеба по Енисею во времена Золотой лихорадки. В 1859 году на золотые прииски Енисейской губернии было поставлено около 2 млн пудов хлеба; из них 900 тысяч пудов было сплавлено из Минусинска. По Ангаре и Енисею хлеб на золотые прииски поставлют и иркутские купцы. К 1861 году поставками хлеба занимались около 50 крупных хлеботорговцев. В 1840-е годы поставки рыбы из Туруханского края выросли в три раза в сравнении с 1820-ми годами.
Первый пароход на Енисее появился в 1863 году. Пароход назывался «Енисей». Он был построен в Енисейске компанией «Судоходство и торговля». Компанией владели енисейские купцы: А. Баландин, И. и А. Кытмановы, С. и А. Калашниковы, Е. и А. Грязновы. Кроме парохода «Енисей» компании принадлежало две баржи. Основная деятельность компании — поставки хлеба, закупки в Туруханском крае пушнины и рыбы.
В 1874— 1899 годах состоялись несколько экспедиций морских пароходов «Diana», «Whim», «Thames», «Warkworth», «Blencathra», «Seagull», «Phoenix», «Labrador», «Orestes», «Stjernen», «Lorna Doone», возглавляемых английским капитаном Джозефом Виггинсом (англ. Joseph Wiggins, Ливерпульский торговый дом). В 1875 году и 1876 году из Швеции в устье Енисея приходят экспедиция Норденшельда.
В 1891 году был открыт для судоходства Обь-Енисейский канал между реками Кеть и Кас.
Парусная шхуна «Утренняя заря» под командованием капитана Д. И. Шваненберга в 1877 году доставила из Енисейска в Санкт-Петербург образцы сибирских товаров. Экспедиции Д. Виггинса, Норденшельда и «Утренней зари» финансировались золотопромышленником М. К. Сидоровым.
В 1894 — 1895 году гидрографическая экспедиция под руководством генерал-лейтенанта А. И. Вилькицкого исследовала Енисей. По результатам работы экспедиции впервые в России был издан атлас реки Енисей.
В Красноярске первый пароход появился 14 мая 1882 года. Пароход «Москва» был построен в германском городе Штеттине. Пароход был приобретен купцом Н. Г. Гадаловым у барона Кноппа. Пароход с использованием тросов и воротов был поднят лямщиками через Казачинский порог и прибыл в Красноярск.
11 июня 1882 года Красноярская городская управа выделила место для пристани на берегу Енисея, на Воротниковском взвозе.
Первое судно, которое своим ходом в 1884 году преодолело Казачинский порог и проложило речной путь из Енисейска в Красноярск, был пароход «Капитан Дальман» мощностью в 500 л. с. «Дальман» и «Москва» открыли регулярное пассажирское и грузовое сообщение от Енисейска до Минусинска.
В 1900 году на Енисее эксплуатируются 26 пароходов.
| Название            | Тип                                | Мощность, номинальных сил | Владелец            |
| ------------------- | ---------------------------------- | ------------------------- | ------------------- |
| «Красноярец»        | двухвинтовой железный              | 25                        | Черепенников        |
| Св. Николай         | двухколёсный железный              | 140 (500 л. с.)           | Сибиряков           |
| «Дедушка»           | двухколёсный железный              | 100                       | Гадалов             |
| «Россия»            | двухколёсный железный              | 100                       | Гадалов             |
| «Москва»            | двухколёсный железный              | 60                        | Иванов              |
| «Минусинск»         | винтовой железный морского типа    | 25                        | К°-Поппам           |
| «Барнаул»           | нет данных                         | 40                        | Франсуа Лаббон      |
| «Енисей»            | двухколёсный с деревянным корпусом | 60                        | Енисейская К°       |
| «Анна»              | винтовой деревянный                | 20                        | Буданцев            |
| «Игнатий»           | двухколёсный деревянный            | 45                        | Кытманов            |
| «Абаканец»          | двухвинтовой деревянный            | 22                        | Поретчин            |
| «Храбрый»           | двухвинтовой деревянный            | нет данных                | инж. механик Кнорре |
| «Лейтенант Малыгин» | двухвинтовой морского типа         | 140                       | Немчинов (Иркутск)  |

Источник: Путеводитель по Великой сибирской железной дороге. С-Петербург, 1900 год. Издание Министерства путей сообщения.
Купцы Востротин, Кытманов, Баландин создали «Товарищество пароходства по р. Енисею». Товарищество приобрело у английской морской торговой экспедиции Поппам пароходы полуморского типа «Гленмор» и «Скошия».
Девять казённых пароходов использовались для строительства железной дороги и расчистки Ангары.
«Лейтенант Малыгин» позднее был переведён на Байкал.
Пароходы осуществляют регулярные грузопассажирские перевозки между Красноярском и Енисейском. Сообщение между Красноярском и Минусинском осуществляется только во время половодья. После спада воды суда доходят только до деревни Сорокиной. От Енисейска до устья Енисея ходят только товарно-буксирные пароходы.
По праздничным дням практически все пароходы используются для загородных прогулок по Енисею. Вход на пароход являлся платным. Посетителям предлагался буфет, часто путешествие сопровождалось музыкальными номерами.

## XX век

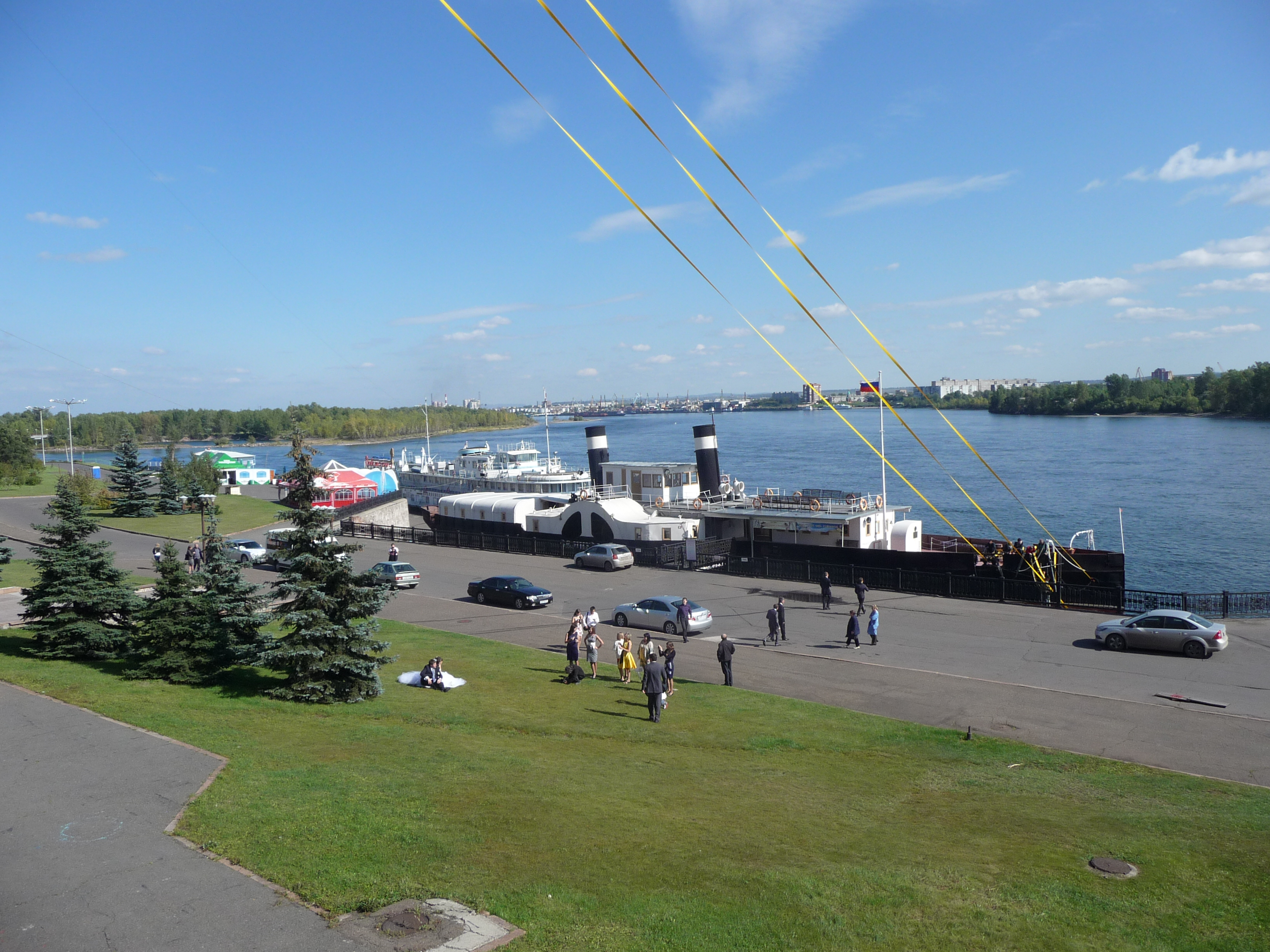
Пароход-музей Св. Николай

В 1903 году туер «Ангара» был поставлен в Казачинский порог для подъёма судов. Его заменили только в 1964 году на туер «Енисей».
Импортные грузы для строительства железной дороги доставлялись в Красноярск и Иркутск по Енисею и Ангаре. В Иркутск было доставлено около 200 тысяч пудов рельсов. Для этого несколько лет на Ангаре велись работы по очистке русла реки.
Для строительства Транссибирской железной дороги в 1905 году в Англии, Германии и Нидерландах были закуплены шесть пароходов («Енисейск», «Красноярск», «Туруханск», «Ангара», «Лена», «Минусинск») и девять лихтеров.
В 1905 году было создано первое на Енисее пароходство — «Срочное казённое пароходство на реке Енисей». Оно просуществовало до 1918 года.
В 1907 году в Красноярск создано первое акционерное общество под названием «Акционерное общество пароходства по реке Енисею». Владельцами пароходства были купцы А. И. Кытманов (Енисейск), Н. Н. Гадалов (Красноярск), В. И. Корнаков (Красноярск), А. П. Кузнецов (Красноярск). Общество было фактически монополистом на Енисее. Чистая прибыль общества в 1910—1911 годы составила 91755 руб. (13 % на основной капитал), а в годы Первой мировой войны чистая прибыль возросла до 22 %.
В 1907 году началась добыча каменного угля в местечке Каратигей (ныне город Черногорск). До пристани на Енисее была построена узкоколейная железнодорожная ветка длиной 9 вёрст. Для транспортировки угля купили буксирный пароход и несколько барж. До этого времени пароходы и паровозы работали на дровах.
На научно-исследовательской парусно-моторной яхте «Омуль», в 1913 году из устья Енисея в Енисейск прибыл норвежский исследователь Арктики Фритьоф Нансен.
В 1914 году количество пароходов на Енисее возрастает до 60.
До строительства Железнодорожного и Коммунального мостов действовала паромная переправа через Енисей. Деревянные плашкоуты с конца XIX века до 1930-х годов обеспечивали переправу через Енисей в районе Красноярска: два плашкоута — через основное русло и два — через Абаканскую протоку. Плашкоут мог разместить до 20 телег с грузом и лошадьми.

### Советский период
В годы первой пятилетки строится перевалочный порт в Игарке. Через порт на запад отправляется лес, завозятся машины и оборудование для строительства.
В 1930 году в Германии были приобретены три однотипных дизельных силача-буксира, которые получили названия: «Красноярский рабочий», «Советская Сибирь» (позднее «Владимир Ленин») и «Клим Ворошилов» (позднее «Михаил Калинин»).
5 февраля 1931 года создано Енисейское речное пароходство.
1 апреля 1934 года образован «Красноярский речной порт». 23 июля 1934 года в Красноярске начал работать речной трамвай.
10 августа 1935 года началось строительство Красноярского судостроительного завода. Также в Красноярске были построены Судоремонтный завод и Красноярская судоверфь.
Первый пассажирский теплоход появился на Енисее в 1938 году. Он был построен на Красноярском судоремонтном заводе. Теплоход мощностью 800 л. с. назывался «Иосиф Сталин». Он курсировал на линии Красноярск-Дудинка как грузопассажирское судно.
После строительства комбината Норильский Никель в 1939 году, основной грузопоток, перемещаемый по Енисею, связан с деятельностью комбината.

### Великая Отечественная война
В 1942 году Енисейское речное пароходство организовало экспедицию из Красноярска в Новосибирск. В мае 1942 года караван из четырёх судов вышел из Красноярска и прошел через Обь-Енисейский канал. Экспедиция продолжалась четыре месяца.
Летом 1942 года армия нацистской Германии организовала операцию «Вундерланд». Целью операции было парализовать перевозку грузов по Северному морскому пути.
25 августа тяжёлый крейсер «Адмирал Шеер» после часового боя потопил ледокольный пароход «Александр Сибиряков».
27 августа «Адмирал Шеер» обстрелял порт Диксона, произведя по порту 450 орудийных выстрелов.
После операции «Вундерланд» были организованы операции «Вундерланд-2», «Морской узел» и другие.
9 мая 1943 года Указом Президиума Верховного Совета СССР весь речной транспорт СССР переведён на режим военного положения.
В 1944 году Марина Николаевна Ильина стала первой женщиной-капитаном Енисейского пароходства.

### После войны
В 1948 году при Министерстве речного флота было создано подразделение «Арктическая экспедиция специальных морских проводок речных судов». Речные суда Северным морским путём переводятся из стран Европы, Архангельска и Волги. В 1948 году состоялся первый массовый перегон речных судов на Енисей Северным морским путём. С 1948 по 1973 год самоходный флот Енисейского пароходства вырос с 80 до 500 единиц.
В 1963 году в Красноярске недалеко от Речного вокзала установили памятник, посвященный 100-летию постройки первого парохода на Енисее. Он представляет собой адмиралтейский якорь с цепью, лежащие на большом постаменте.
«Лесосибирский речной порт» создан 15 января 1975 года на базе двух пристаней — «Енисейск» и «Маклаково». Порт создан для нужд Норильского горно-металлургического комбината.
В 1978 году в Австрии построен 4-палубный круизный теплоход «Антон Чехов». По Енисею начинают проводиться туристические круизы.
14 апреля 1994 года Енисейское речное пароходство прошло процесс акционирования.

## XXI век
Началось освоение группы нефтегазовых месторождений в северо-восточной части Западно-Сибирской низменности: Ванкорское месторождение, Лодочное, Сузунское и Тагульское. Основной способ доставки грузов и оборудования — водный транспорт. По Енисею караваны судов доводят до реки Большая Хета. По реке Большая Хета может ходить только мелкосидящий флот и только одну неделю июня. Доставляются большие партии грузов — до 35 000 тонн.
Другой путь проходит через базу «Прилуки», принадлежащую ЗАО «Ванкорнефть». «Прилуки» расположена в 12 км ниже Игарки.
Самыми крупными речными перевозчиками на Енисейском бассейне в настоящее время являются Енисейское Речное Пароходство, ставшее филиалом ПАО ГМК Норильский Никель и судоходная компания ООО «СК Транзит-СВ». Также действует несколько более мелких судоходных компаний. Пассажирские перевозки осуществляет ОАО «Пассажирречтранс».